# Hermann Grassmann
Hermann Günther Grassmann (en alemán Herman Günther Graßman) (Stettin, 15 de abril de 1809-Stettin, 26 de septiembre de 1877) fue un lingüista y matemático alemán. También ejerció de físico, humanista, erudito y editor, por lo que se le considera un claro ejemplo de polimatía.

## Biografía
Fue el tercero de los doce hijos de Justus Günter Grassmann y Johanne Luise Friederike Medenwald. Su madre era hija de un pastor de Klein-Schönfeld. Su padre había sido también consagrado pastor, pero consiguió una plaza de profesor de matemáticas y física en el Instituto de Stettin, y fue un académico notable, autor de varios libros de texto escolar de Física y Matemáticas, además de llevar a cabo interesantes investigaciones en el campo de la cristalografía. Otro hermano de Hermann, Robert, también se dedicó a las matemáticas y ambos trabajaron conjuntamente en muchos proyectos.
Durante su juventud, Hermann fue educado por su madre, mujer de una vasta cultura. Luego asistió a una escuela privada, antes de ingresar en el Instituto de Stettin, en el que daba clases su padre. La mayoría de los matemáticos despuntan ante sus profesores desde muy jóvenes. Sin embargo, y a pesar de tener unas extraordinarias oportunidades al pertenecer a una familia proclive a la educación, Hermann no destacó de modo especial en sus años de estudios secundarios, hasta el punto de que su padre pensó que debía dedicarse a algún tipo de trabajo manual, como el de jardinero o artesano.
Hermann apreciaba la música y aprendió a tocar el piano, a la vez que proseguía sus estudios, en los que poco a poco iba mejorando, y en los exámenes finales de los estudios secundarios, con 18 años, terminó el segundo de su promoción. Tras demostrar al final de sus estudios su competencia académica, decidió estudiar Teología, y en 1827 se trasladó a Berlín junto a su hermano mayor para cursar estudios en la Universidad. Realizó estudios de Teología, lenguas clásicas, Filosofía y Literatura, y no parece que acudiera a ninguna clase de Matemáticas o Física.
A pesar de que parece evidente que Hermann no tuvo formación universitaria formal alguna en matemáticas, esta era la materia que más le interesaba cuando regresó a Stettin, en otoño de 1830, tras haber completado sus estudios universitarios en Berlín. Evidentemente, la influencia de su padre en esta vía fue muy importante, y pudo haber llegado a ser profesor de matemáticas, pero ya se había decidido a llevar a cabo investigaciones matemáticas por su cuenta. Después de pasar un año investigando en matemáticas y preparando el examen para profesor de instituto, Hermann se fue a Berlín en diciembre de 1831 para presentarse a dichos exámenes.
Parece ser que sus ejercicios escritos no debieron ser muy bien valorados, puesto que sus examinadores le dieron el título para enseñar solo en los primeros niveles de la secundaria. Se le dijo que, antes de poder enseñar en los niveles superiores, debería volver a examinarse y demostrar unos mayores conocimientos en los temas por los que había concursado. En la primavera de 1832 obtuvo una plaza de profesor ayudante en el Instituto de Stettin.
Fue sobre esta época cuando realizó sus dos primeros descubrimientos matemáticos significativos, que estaban destinados a llevarlo a las importantes ideas que desarrollaría años después. En la premisa de su Die Lineale Ausdehnungslehre, ein neuer Zweig der Mathematik (Teoría de la extensión lineal, una nueva rama de las matemáticas, 1844), Grassmann describe cómo había ido llegando a estas ideas ya alrededor del año 1832.
En 1834 Grassmann empezó a dar clases de matemáticas en la Gewerbeschule (Escuela de artes y oficios) de Berlín. Un año más tarde regresó a Stettin para dar clases de matemáticas, física, lengua alemana, latín y religión en un centro educativo nuevo, la Otto Schule. Esta gran variedad de materias a impartir es prueba de que aun estaba habilitado solamente para impartir clases en las escuelas en los niveles más bajos. En los cuatro años siguientes, Grassmann superó los exámenes que le permitieron dar clases de matemáticas, física, química y mineralogía en todos los niveles de los centros de educación secundaria.
Grassmann se sentía en parte frustrado por el hecho de tener que dar clases solo en niveles de secundaria, a pesar de ser capaz de elaborar una matemática innovadora. En 1847 pasa a ser "Oberlehrer". En 1852 se le asignó el puesto que anteriormente había desempeñado su padre en el Instituto de Stettin, y obtuvo de ese modo el título de profesor. En 1847 solicitó al ministro prusiano de Educación ser tenido en cuenta para el desempeño de un puesto de profesor universitario, y el ministro solicitó a Ernst Eduard Kummer su opinión acerca de Grassmann. Kummer contestó diciendo que el ensayo de Grassman, que había sido premiado en 1846, tenía "(...) buen material expresado de modo inadecuado". Este informe de Kummer acabó con la esperanza de Grassmann de llegar a obtener una plaza de profesor universitario. Este episodio confirma además el hecho de que las autoridades con las que Grassmann contactó nunca reconocieron la importancia real de sus ideas.
Durante los disturbios políticos que se desarrollan en Alemania en 1848-49, Hermann y Robert Grassmann editaron un periódico en Stettin para apoyar la unificación de Alemania en el marco de una monarquía constitucional. Después de escribir una serie de artículos sobre leyes constitucionales, Hermann, cada vez menos de acuerdo con la línea política del periódico, lo dejó.
Grassmann tuvo once hijos, de los que siete llegaron a adultos. Uno de sus hijos, Hermann Ernst Grassmann, llegó a profesor de matemáticas en la Universidad de Giessen.

## Matemático
Entre los muchos temas que abordó Grassmann está su ensayo sobre la teoría de las mareas. Lo elaboró en 1840, tomando como base la teoría de la Méchanique analytique de Lagrange y de la Méchanique céleste de Laplace, pero exponiendo esta teoría por métodos vectoriales, sobre los que trabajaba desde 1832. Este ensayo, publicado por primera vez en los Collected Works de 1894-1911, contiene el primer testimonio escrito de lo que hoy se conoce como álgebra lineal y la noción de espacio vectorial. Grassmann desarrolló estos métodos en Die Lineale Ausdehnungslehre, ein neuer Zweig der Mathematik y Die Ausdehnungslehre: Vollständig und in strenger Form bearbeitet.
En 1844, Grassmann publica su obra maestra, Die Lineale Ausdehnungslehre, ein neuer Zweig der Mathematik, más conocido como Ausdehnungslehre, que se puede traducir como "teoría de la extensión" o "teoría de las magnitudes extensivas". Después de proponer en Ausdehnungslehre nuevas bases para todas las matemáticas, el trabajo empieza con definiciones de naturaleza más bien filosófica. Grassmann demostró además que si la geometría se hubiese expresado en forma algebraica como él proponía, el número tres no hubiese desempeñado el papel privilegiado que tiene como número que expresa la dimensiones espaciales; de hecho, el número de posibles dimensiones de interés para la geometría es ilimitado.
Fearnley-Sander (1979) describe la creación del álgebra lineal de Grassmann de este modo:

"La definición de espacio lineal (...) se reconoce abiertamente alrededor de 1920, cuando Hermann Weyl y otros publicaron la definición formal. En realidad dicha definición había sido formulada unos treinta años antes por Peano, que había estudiado a fondo el trabajo matemático de Grassmann. Grassmann no formuló una definición formal - no existía entonces un lenguaje adecuado  - pero no hay duda de que tuviera claro el concepto."

"Empezando con una colección de 'unidades' e1, e2, e3, ..., él, efectivamente, definió el espacio lineal libre que generaban; en otros términos, considera la combinación lineal formal a1e1 + a2e2 + a3e3 + ... donde aj son números reales, define la suma y la multiplicación de números reales [en el modo que se usa actualmente] y demuestra formalmente las propiedades de espacio lineal de estas operaciones. (...) Desarrolla la teoría del la independencia lineal de modo extraordinariamente similar a la presentación que podemos encontrar en los textos modernos de álgebra lineal. Define la nocione di subespacio, independencia, longitud, desdoblamiento, dimensión, suma e intersección de subespacios, y proyección de elementos en los subespacios."

"...pocos estuvieron tan cerca como Hermann Grassmann de crear, trabajando en solitario, una nueva disciplina."

Desarrollando una idea de su padre, Grassmann definió también en Ausdehnungslehre el producto exterior, llamado también "producto combinatorio" (en alemán: äußeres Produkt o kombinatorisches Produkt), la operación clave en el álgebra que hoy se conoce como álgebra externa. (Conviene no olvidar que en los tiempos de Grassmann la única teoría axiomática disponible era la Geometría euclidiana, y que la noción general de álgebra abstracta aún no había sido definida.) En 1878, William Kingdon Clifford unió el álgebra externa con los cuaterniones de William Rowan Hamilton, sustituyendo la regla de Grassmann epep = 0 por epep = 1. Para mayor detalle véase álgebra externa.
El Ausdehnungslehre fue un texto revolucionario, muy avanzado en su época como para poder ser apreciado. Grassmann lo expuso como tesis doctoral, pero Möbius no se consideró capaz de valorarlo y se lo remitió a Ernst Kummer, que lo rechazó sin haber llevado a cabo una lectura atenta. En los 10 años siguientes, Grassmann escribió una serie de trabajos aplicando su teoría de la extensión, incluyendo una Neue Theorie der Elektrodynamik de 1845, y diversos trabajos sobre curvas y superficies algebraicas, con la esperanza de que estas aplicaciones movieran a los demás a tomar más en serio su teoría.
En 1846, Möbius invitó a Grassmann a una competición para resolver un problema originalmente planteado por Leibniz: Idear un cálculo geométrico privado de coordenadas y propiedades métricas. Geometrische Analyse geknüpft an die von Leibniz erfundene geometrische Charakteristik de Grassmann, fue la idea ganadora. Hay que decir sin embargo que el resultado de Grassmann fue el único presentado. De cualquier manera, Möbius, que era uno de los miembros del jurado, criticó el modo en que Grassmann introdujo la noción abstracta sin proporcionar al lector intuición alguna sobre la validez de estas nociones.
En 1853, Grassmann publicó una teoría sobre el modo en que se mezclan los colores; esta y sus tres leyes de los colores siguen enseñándose hoy en día. El trabajo de Grassmann entraba en contradicción con el de Helmholtz. Grassmann escribió también sobre cristalografía, electromagnetismo, y mecánica.
En 1861 Grassmann expuso la primera formulación axiomática de la aritmética, usando ampliamente el principio de inducción. Giuseppe Peano y sus seguidores citaron ampliamente este trabajo a partir de 1890.
En 1862, Grassman, tratando de conseguir el reconocimiento de su teoría de la extensión, publicó la segunda edición de la 'Ausdehnungslehre', ampliamente reescrita, y con la exposición definitiva de su álgebra lineal. El resultado, Die Ausdehnungslehre: Vollständig und in strenger Form bearbeitet, que se conoce como "Enseñanza de la dilatación" no fue mejor considerada que la edición original, a pesar de que el método de exposición de esta segunda versión de 'Ausdehnungslehre' se anticipara a lo que han sido los libros de texto en el siglo XX. En esta obra desarrolla un cálculo operatorio directo para las diversas magnitudes geométricas, que se conoce como números de Grassmann.
El único matemático que valoró en su justa medida las ideas Grassmann en vida de este fue Hermann Hankel. En su obra Theorie der complexen Zahlensysteme (1867) ayudó a que se conocieran mejor las ideas de Grassmann. Este trabajo:

"... desarrolló una parte del álgebra de Hermann Grassmann y de los cuaterniones de Hamilton. Hankel fue el primero que reconoció la importancia de los textos de Grassmann, que habían sido menospreciados durante mucho tiempo... " (introducción de Hankel en el Dictionary of Scientific Biography. New York: 1970-1990)

Se tardó en adoptar los métodos matemáticos de Grassmann pero influyeron directamente en Felix Klein y Élie Cartan. La primera monografía de A. N. Whitehead, Universal Algebra de 1898, incluía la primera exposición sistemática en inglés de la teoría de la extensión y del álgebra exterior. La teoría de la extensión se aplicó al estudio de las formas diferenciales y en las aplicaciones de dichas formas al análisis y a la geometría. La geometría diferencial usa el álgebra exterior. Para una introducción sobre la importancia del trabajo de Grassmann en la física matemática ver Penrose (2004: caps. 11, 12).

## Lingüista
Contrariado por su incapacidad de conseguir que se le reconociera como matemático, Grassmann se dedicó a la lingüística histórica. Escribió libros de gramática alemana, elaboró catálogos de canciones populares y aprendió sánscrito. Su diccionario y su traducción del Ayurveda (que se sigue publicando hoy en día) tuvieron un gran reconocimiento entre los filólogos. Formuló una ley relativa a los fonemas de las lenguas indoeuropeas, que se conoce hoy como ley de Grassmann en su honor. También elaboró un Diccionario sobre el Rig-veda (1873-1875).
Sus cualidades filológicas fueron reconocidas en vida: fue admitido en la American Oriental Society en 1876 y fue nombrado doctor honoris causa por la Universidad de Tubinga.